# Pfarrkirche Lauterach (Vorarlberg)

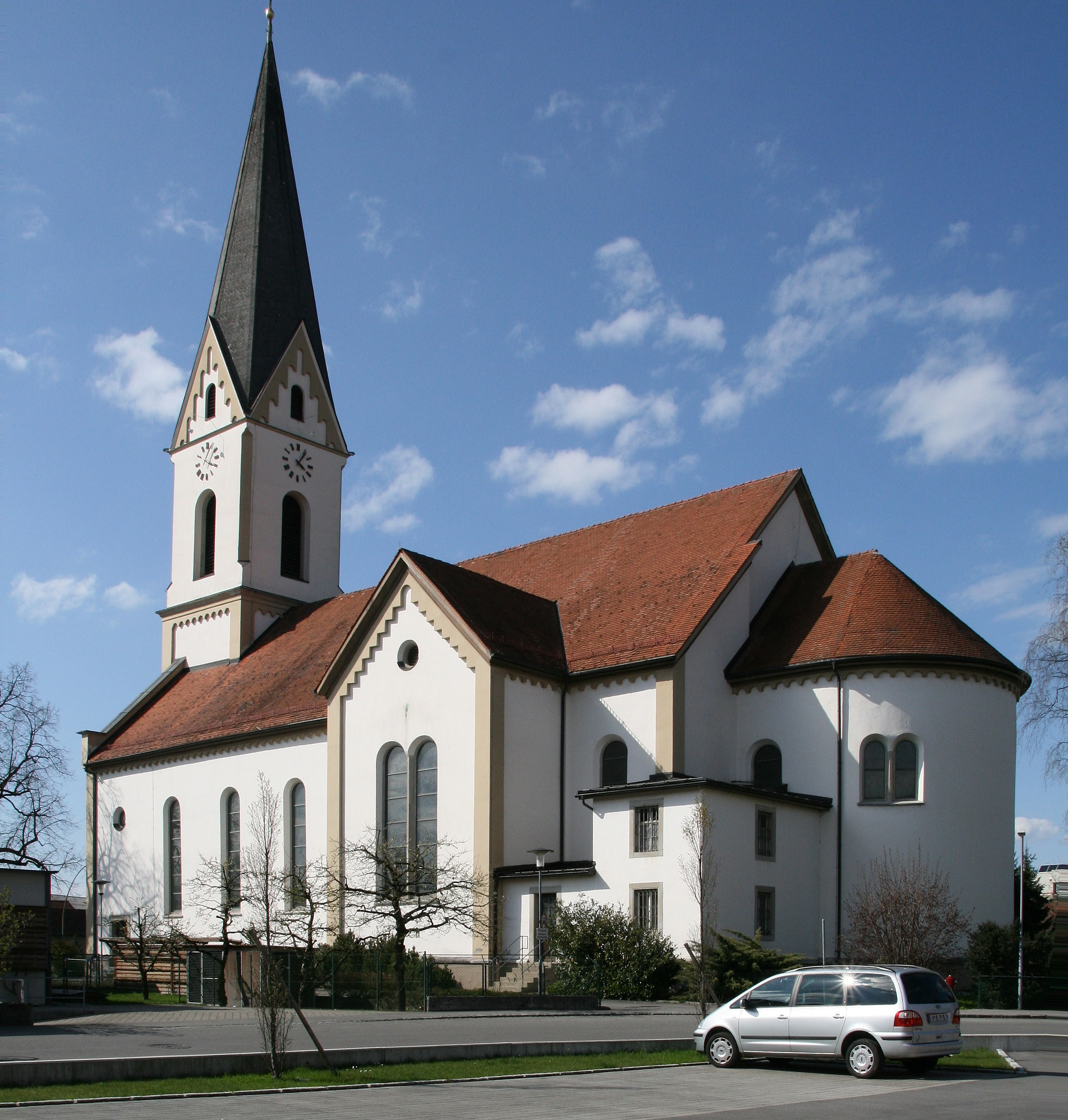
Katholische Pfarrkirche hl. Georg in Lauterach

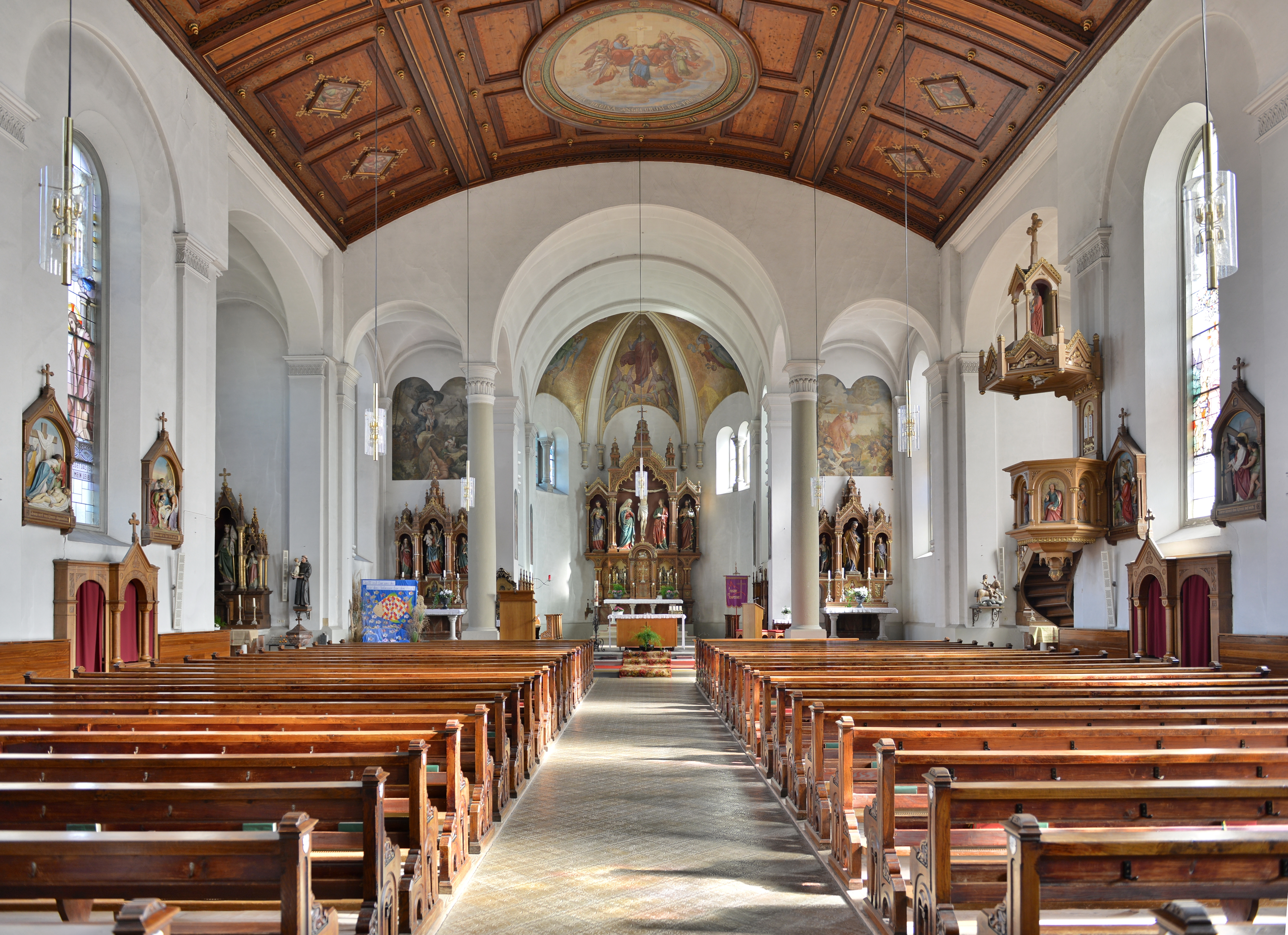
Im Langhaus zum Chor

Die römisch-katholische Pfarrkirche Lauterach steht in der Dorfmitte der Marktgemeinde Lauterach im Bezirk Bregenz in Vorarlberg. Die dem heiligen Georg geweihte Pfarrkirche gehört zum Dekanat Bregenz der Diözese Feldkirch. Die Kirche steht unter Denkmalschutz.

## Geschichte
Ursprünglich eine Filiale von Bregenz wurde 1227 urkundlich eine Kapelle genannt, 1476 eine Kirche, 1443 eine Kaplanei, und 1618 eine Pfarre. 
Der 1878/1879 nach den Plänen des Architekten und Baumeisters Josef Anton Albrich errichtete Kirchenneubau wurde 1887 geweiht. 1907 wurde der Turm erhöht. 
1959 wurde die Kirche außen und 1970 innen restauriert. In den Jahren 2018 und 2019 wurde die Kirche generalsaniert und durch den Anbau eines Pfarrzentrums erweitert.

## Architektur
Der einfache neuromanische Langhausbau mit einem Querschiff hat einen in die Fassade eingebundenen Westturm. Das Langhaus unter einem Satteldach mit einem Rundbogenblendfries unter dem Dachansatz hat Rundbogenfenster. Das Querschiff unter einem Satteldach mit einem Rundbogenfries hat einen geraden Schluss mit einer Giebelfassade mit Zahnschnittfries. Die niedrige Chorapside hat ein Rundbogenfries. Südlich am Chor ist ein zweigeschoßiger Sakristeianbau. Die Westfassade mit Zahnschnittfries hat Rundbogenblendnischen mit zwei Rundbogenfenstern und zwei Kreisfenstern. Der in die Fassade eingebundene Westturm von 1879 wurde 1907 erhöht und trägt einen Helm, er hat ein hohes Untergeschoß mit einer Rundbogeneingangshalle mit einem Kreuzgewölbe und zeigt eine Pilastergliederung mit einem Rundbogenfries. Über dem Eingangsportal ist eine Figur hl. Georg mit zwei Putten aus dem 18. Jahrhundert. Das Obergeschoß des Turms hat abgefaste Ecken, Rundbogenschallöffnungen und Dreieckgiebel mit Rundbogenschallöffnungen und Rundbogenfries.
Das Kircheninnere zeigt einen sechsjochigen Saalraum mit einer flachen Holzfeldertonne. Das Langhaus ist im sechsten Joch mit Seitenkapellen erweitert und zeigt damit eine dreiachsige Chorbogenanordnung mit einem dreischiffigen Vorjoch zum mittigen eingezogenen einjochigen Chor mit einer Halbkreisapsis. Die Seitenkapellen und das dreischiffige Vorjoch haben Kreuzgratgewölbe, der Chor ein Tonnengewölbe mit Gurtbogen und hat in der Apsis Stichkappen mit Rippen auf Säulenkonsolen.
Die Fresken in der Apsis Gottvater mit Engeln auf Goldgrund malte Ferdinand Kaltenbacher (1893). Die Fresken der vier Kirchenväter an den Wandpilastern, an der linken Chorwand Maria mit Kind im Seesturm in Anlehnung an die Seeschlacht von Lepanto von 1577, an der rechten Chorwand der Zug durch das Rote Meer mit Moses, malte Josef Huber. Die Fresken im Langhaus von rückwärts nach vorne Krönung Mariens mit Sternkreiszeichen in Medaillonrahmen, die Heiligen Johannes der Täufer, Helena, Michael, Cäcilia, an der linken Gewölbeseite Engel mit Fürstentum, musizierende Engel mit Juridicum, Engel mit Gratia, Engel mit Raphael, Engel mit Sanduhr, Zirkel und Weltkugel, Herrschaften mit musizierendem Engel, Kräfte mit Engel mit Weihrauchgefäß und Throne, an der rechten Gewölbeseite Engel mit Kelch vor Christus, Chamael, Engel mit Gloria in excelsis Deo, Verkündigung, Gabriel mit Engel und Cerubin, Gottvater mit Seraphim, Schutzengel mit Tobias, Schutzengel mit singendem Engel, Mächte, gemalt von Kaspar Rick (1882). Die Glasmalereien schuf Gottlieb Schuller mit der Tiroler Glasmalereianstalt (1950), im Chor Anbetung der Könige und in kleinen Fenstern Ähre und Weintraube links und Monstranz und Kelch rechts, im Langhaus links Kreuz, Kelch, Öllampe und Fegefeuer, Cäcilia, Christus mit Jüngern, Hochzeit von Kanaan, Kommunion, Schutzmantelmadonna in der linken Kapelle, Verkündigung Mariens, im Langhaus rechts Heilige Familie in der Werkstatt, Christkönig in der rechten Kapelle, Christus und Kinder, Christus heilt Kranke, Christus und Petrus, König David, Sanduhr und Totenkopf, an der Fassade in Kreisfenstern links Krone und Lilie und rechts Waage.

## Ausstattung
Den Hochaltar mit einem neuromanischen Aufbau baute Moritz Schlachter 1898 mit Figuren ded Bildhauers Franz Schmalzl, mittig Kreuzigungsgruppe, links Karl Borromäus und rechts Johannes der Täufer, Predellareliefs links Hochzeit zu Kanaan und rechts Bergpredigt, Brotvermehrung, Tabernakel mit Lamm Gottes und Kruzifix.
Die zwei Seitenaltäre schuf der Bildhauer Franz Xaver Rädler mit Figuren der Mayer’schen Hofkunstanstalt München. Die Kanzel schuf Franz Xaver Rädler mit Figuren und Reliefs von Franz Schmalzl.
Die Orgel baute 1883 Anton Behmann mit 20 Registern. 1913 wurde das Werk von Gebrüder Mayer verändert bzw. erweitert. Eine Restaurierung wurde 2021 von Orgelbau Rieger ausgeführt. Eine Glocke aus 1733 nennt Christian Schmid und Johann Baptist A Porta.

## Friedhof
Der Friedhof mit Arkaden steht im Westen der Kirche jenseits der Straße. Die Kriegerdenkmalhalle mit Satteldach und Dachreiter hat eine Figur Liegender Soldat nach einem Entwurf des Bildhauers Gottfried Bechtold, ausgeführt vom Bildhauer Franz Plunder. In der Friedhofserweiterung gegen Westen steht eine neue Aufbahrungshalle und Arkaden nach Plänen der Architektengruppe C 4 (1970/1971).